# Biblijski kod
Biblijski kod (eng. Bible code) poznato također pod imenom Torah Code su kodirane riječi, fraze i grozdovi riječi koji su, navodno, postavljeni u tekstu Biblije na hebrejskom jeziku (preciznije, 5 Knjiga Mojsijevih). Biblijski kod je postao popularan u javnosti izlaskom knjige The Bible Code, u kojoj se tvrdi da su pronađene tabele o događajima i osobama iz prošlosti i sadašnjosti i da se s pomoću kodova može u nekim primjerima predvidjeti i događaji u budućnosti. Ove tvrdnje osporavaju mnoge religijske skupine (uključujući sve kršćanske) i svrstavaju u okultno.

## Kratki pregled
Da bi se pronašao skriveni kod u Bibliji, prema tvrdnjama u knjizi The Bible Code, potrebno je Petoknjižje (pet knjiga Mojsijevih ili "Torah" na hebrejskom) staviti u računalo bez razmaka. To izgleda npr. ovako: Ripsexplainedthateachcodeisacaseofaddingeveryfourthor 
U ovom slučaju, počevši od slova "R" u početku rečenice, izostavljajući pri tom isti razmak od 4 slova, dolazimo do slova "E", izostavljajući opet 4 slova dolazimo do slova "A" itd. Na kraju dobivamo skrivenu kodiranu rečenicu u vidljivoj verziji nekodirane rečenice: 
RipsExplAineDthaTeacHcodEisaCaseOfadDingEeveryfourthor >>>READ THE CODE<<< Ta se metoda zove na engleskom "ELS" (Equidistant Letter Sequence), na hrvatskom "JIS" (jednako izostavljanje slova). U drugim primjerima razmak između slova može biti i do par desetaka tisuća. Naravno da se može iz bilo koje knjige, bilo kojeg papira s dovoljno teksta pronaći skrivene riječi uz pomoć JIS metode, koje ponekad imaju i smisao. No to je igra slučaja i to je normalno, zato što je tako i očekivano. No jedino u Petoknjižju (na hebrejskom jeziku) su sve kodirane riječi matematički potvrđene da nisu nikako slučajno kodirane unutar Petoknjižja. To govore mnogi testovi i analize od strane vrhunskih matematičara i dekodera koji se bave ovom temom dugo godina. 

## Povijest
Još u 13. stoljeću je španjolski rabin Bachya ben Asher pisao da je otkrio u intervalu od 42 slova u dijelu Postanka jednu tajnu. Sljedećih par stoljeća je bilo naznaka da se znalo za JIS tehniku, no tek sredinom 20. stoljeća su se pojavili čvrsti dokazi i primjeri za Torah Code. Puno primjera je bilo pronađeno od slovačkog rabina Chaim Michael Dov Weissmandl-a i objavljeno njegovim studentima nakon njegove smrti 1957. godine. Unatoć tome, malom broju ljudi je ova tema bila poznata skroz do ranih 1980-tih godina kada je par otkrića israelskog nastavnika Avraham Oren-a zainteresiralo matematičara Dr.Eliyahu Rips-a s Hebrejskog Univerziteta u Jeruzalem-u. Rips je od tada započeo studij zajedno sa svojim religioznim partnerom Dr.Doron Witztum-om i drugima. Rips i Witztum, koristeći JIS/ELS metodu putem kompjutora pronašli su mnogo primjera. Američki novinar Michael Drosnin, čija je knjiga The Bible Code bila bestseller diljem svijeta tvrdi da je u hebrejskom originalnom tekstu Biblije pronašao skrivenu poruku koja nagoviješćuje ubojstvo israelskog premijer ministra Yitzhak Rabin-a u godini 1995. On kaže da je tu poruku pronašao godinu dana prije atentata na Rabin-a. Drosnin piše da je prije atentata uzaludno pokušavao upozoriti Yitzhak Rabin-a. U kasnijim dokumentima Drosnin tvrdi da je u Petoknjižju upisan jedan skriveni kod koji bi mogao potvrdjeti božju inspiraciju i djelovanje. Osim toga, on tvrdi da su u tekstu Petoknjižja skriveni mnogi događaji - npr. od Hitler-a, Holokaust-a (ali i mnogo ranije) pa sve do Armaggedon-a. 1994. godine se pojavio jedan artikel u naučnom magazinu Statistical Science u kojem je objavljeno da je Dr.Rips s Hebrejskog Univerziteta u Jeruzalem-u zajedno sa svojim kolegama pronašao u hebrejskom tekstu Postanka (Genesis) uz pomoć preskakanja slova s istim Intervalom, imena slavnih rabin-a - zajedno s njihovim datumom rođenja i datumom smrti nedaleko od njihovih imena. Pošto ovo statistički gledano ne može biti slučajnost, potvrđuje da su božje inspirirane informacije prije tisuća godina bile sakrivene kao "biblijski kod". Tako je Drosnin pretražujući Petoknjižje pomoću JIS metode, pronašao ime "Yitzhak Rabin" u Intervalima od 4.772 slova. Pošto je nakon toga namjestio tekst Petoknjižja u redovima od 4.772 slova, vidio je da se ime od Rabin-a (čitajući okomito) križa s tekstom iz 5. Mojsije 4:42 (čitajući vodoravno). Njega je Drosnin preveo kao: "Ubojica koji će ubiti".
Tu tabelu (eng. Matrix) izraelski istraživači Petoknjižja komentiraju ovako: "Ovo je bio neobičan (ali ne izolirajući) slučaj jednog koda koji nagoviješćuje jedan događaj prije nego što će se dogoditi. Na našoj ranoj stepenici istraživanja (par desetljeća, koje se ne može usporediti sa 3300 godina postojanja skrivenih kodova), mi ne raspolažemo predvidjeti budućnost s bilo kojom ispravnosti ili preciznosti, zbog dizajnerskog karaktera kodova i našeg ograničenog razumijevanja. Ipak, činjenica da je toliko puno kodova bilo pronađeno sa strogim "a-prior" protokolima (ključni aspekti određeni unaprijed), demonstriraju statističku nevjerojatnost vrlo sličnu nagovijesti budućnosti. I to demonstrira da Koder zna budućnost."
Vjerojatnost (eng. odds) da se ne pronađe Rabin-ovo puno ime zajedno s nagovijesti njegova ubojstva, stajala je 3000 naprema 1. Iz pogleda matematičara je jedna statistička vjerojatnost od 100 naprema 1 prevelika, a najstrožiji testovi nisu išli više od 1000 naprema 1, kaže Drosnin. Još je mnogo primjera pronađeno gdje statistika govori i o vjerojatnosti 1 naprema 1000000 (i više). Da se to malo predoći na lakši način može se dati i ovaj primjer: Zamislite da ste u roju pčela koje su svugdje oko vas, a njihov broj iznosi točno jedan milijun. Od tih jedan milijun vas samo ubode jedna pčela...Drugim riječima, takvi pronađeni kodovi u Petoknjižju su s absolutnom sigurnošću namjerno kodirani i nisu slučajno u tekstu. O tome više u link-ovima na kraju ovog članka.

## Zaključak i dodatne informacije o Torah Code
Robert Kass, profesor na Carnegie-Mellon Universitetu, proveo je početak 90-tih kao urednik najuglednijeg svjetskog matematičkog magazina "Statistical Science". Mnoštvo potencijalnih priloga prolazi kroz rigorozne recenzije prije objave. S obzirom na to da su recenzenti magazina najugledniji svjetski stručnjaci, ne događa se da se ne-naučni prilozi provuku do magazina. U redakciju je, 1993. godine, došao neobičan prilog. Tri izraelska matematičara, na čelu s uglednim profesorom Eliyahu Ripsom, poslali su tekst sa sljedećim naslovom: "Ekvidistantne slovne sekvencije u biblijskoj Knjizi Postanka". 
Sama mogućnost matematičkog dokaza Biblije zapravo predstavlja ogroman rebus koji se može dešifrirati od početka prema kraju, uznemirila je profesora Kass-a. Efekti takvog članka bili bi enormni na civilizaciju. Poslao je ovaj prilog recenzentu. Nakon nekog vremena dobiva mišljenje prvog stručnjaka. "Matematika je solidna, teze se ne mogu osporiti". Kass šalje prilog drugom recenzentu. Isti odgovor. "Teorija je održiva".
Kass se odlučuje napraviti izuzetak od uredničke politike. Prilog šalje i trećem recenzentu. Ovaj put to je bio vodeći američki kriptograf: Harold Gans. Dugogodišnji informant i dekoder za NSA (National Security Agency). Gans je čitav život proveo u pravljenju kodova te dešifriranju stranih, za američke obavještajne službe. Obrazovan je kao statističar. Naučio je hebrejski. I, u momentu kada je dobio prilog od Kass-a, mislio je da je ridikulozan. Gans je bio siguran u jednostavnom dokazivanju da nikakav "Biblijski kod" ne postoji. Napravio je vlastiti kompjutorski program i tragao je za istim informacijama koje su i israelci našli. Iznenađenje. Kod je zbilja postojao. Ipak, Gans je još uvijek bio skeptičan. Odlučio je tragati za sasvim novim setom informacija u Biblijskom kodu. Primijenio je istu proceduru na drugom eksperimentu, pokušavajući otkriti podvalu. Proveo je 440 sati na testovima. Zaključak ne samo da je učvrstio teoriju, nego je došao do novih informacija koje su potvrđivale vjerodostojnost teorije. "Biblijski kod" je stvarnost. "Potvrđujemo da ovi rezultati dokazuju i potvrđuju one do kojih su došli Rips, Witztum i Rosenberg", pisao je Gans u zaključku svoje recenzije. "U procjeni Biblijskog koda", govori Gans kasnije, "pristupio sam na isti način kao dok sam radio na projektima u Ministarstvu Obrane. Od početne skeptike i želje u otkrivanju podvale, završio sam svoj rad dokazujući ispravnost koda."
Napokon, u kolovozu 1994., "Statistical Science", volumen 9, broj 3, na stranicama 429-438, objavio je originalni eksperiment koji dokazuje postojanje Biblijskog koda. Iduče tri godine nije se pojavio nijedan naučni prilog koji bi osporio ovaj članak. Naprotiv. Niz uglednih imena potvrdilo je da je "matematika perfektna, isto kao i kompjuterska nauka, u prilogu". Na površinu izranja spektakularan zaključak: najčitanija knjiga svih vremena, Biblija, samo je vrh sante leda. Biblija nije samo knjiga. Ona je i kompjutorski program. Računalo traži poruke s imenima, riječima i frazama sakrivenih u kodu. Započne s prvim slovom i onda traga za svakom mogućom kombinacijom. Provjerava sve sekvencije s preskokom jednog, dva, tri,... tisuće slova. I tako sve do posljednjeg slova u Petoknjižju. Nakon sto pronađe ključnu riječ (recimo ime i prezime političara koje se zadalo u potrazi), računalo kreće u potragu za relevantnom informacijom (imena, mjesta, datumi). Kada i to pronađe, onda ih zajedno dekodira. Računalo svodi rezultat između dviju pronađenih riječi koristeći dva testa:
- prvo, koliko blizu se oni javljaju jedno do drugog
- da li su sekvencije (preskoci) koje dovode do riječi, najkraće (a time i najvažnije za određivanje prve ključne riječi).
Jedan od primjera koje je Dr. Rips naveo: "Namjestili smo računalo da traga za Saddam Husein-om. Onda smo provjeravali relevantne riječi do kojih je došao i upoređivali da li matematički korespondiraju. Uz njegovo ime dobili smo ove riječi: Zaljevski rat, Scud i ruski projektili, te datum početka Zaljevskog rata." Na mnogom broju drugih primjera pokazalo se da se ukrštanjem međusobno vezanih riječi otkrivaju nove (ili potvrđuju znane) informacije. Uz ime Bill Clinton-a došla je riječ Predsjednik. Uz "spuštanje na Mjesec" bile su riječi "svemirski brod" i "Apollo 11". S Hitlerom je nacizam. Uz Kenedija, Dallas. Uz "Franz Josef" riječi "ime jednog kralja", "u gradu" "Vienna"(Beč), "kralj Austrije". Uz Ariel Sharon-a riječi "krvarenje", "operacija", "mozak je umro/mozak je mrtav" i "godina 2006." Uz "šeik Yassin" riječi "on je proklet", "ispalili su raketu", "iz helikoptera" i "izbrisali su šeik-a Yassina". Uz "Tsunami" riječi "u Aziji", "14 Tevet (26. Prosinac)", "zemlja se tresla", "mnogo mrtvih".  Uz "blizanski tornjevi" riječi "napad", "teroristički napad", "avion", "dva puta", "ubojice", "masakar", "horor", "šok", "ruševine", "Ismael", "bin Laden", "23 Elul (11. Rujan)" [...] Uz "SARS riječi "epidemija", "iz Kine", "u godini 5763 (2003.)" Prema Rips-u, postoji bezbrojna količina informacija kodirana u Petoknjižju. Svaki put kada se novo ime ili riječ otkrije u kodu, nova tablica se formira. A relevantne riječi se pojavljuju okomito, dijagonalno, vodoravno, paralelno i perpendicular-no.
Prema Rips-u, Witztum-u i drugim israelskim istraživačima, autor koda u Petoknjižju (eng.Torah Code) je jedino Bog. To potvrđuju i mnogobrojne tabele.

## Matrix o Wikipediji
Pronađen je i matrix o Wikipediji. Tražeći pojam "ויקיפדיה" (Wikipedia) u petoknjižju, pronađena je samo jedna pojava toga pojma. Skip za "wikipediju" iznosi -26819 (znaci razmak od slova "ו" pa do slova "י" itd.). Uz taj glavni ključni pojam pronađene su i relevante riječi poput "ידע" ("znanje" - žuta slova) sa skip-om od -3 slova, "מקוון" ("online" - ljubičasta slova) sa skip-om od -25 slova, "מכלל" ("enciklopedija" - svjetloplava slova) sa skip-om od -53643 slova, "מאיש" ("od čovjeka" - pink slova) sa skip-od od 16 slova i "לאיש" ("do čovjeka" - tamnoplava slova) sa skip-om od -28 slova. Znači rečenica bi glasila: Wikipedija enciklopedija je online znanje od čovjeka do čovjeka.

## Vanjske poveznice
- http://torahcodes.net
- Matrixi (na hebrejskom)  Arhivirana inačica izvorne stranice od 16. travnja 2008. (Wayback Machine)
- http://www.torahcode.co.il/
- http://www.torah-code.org/
- http://www.torahsoft.com/